# NGC 734
NGC 734 је спирална галаксија у сазвежђу Кит која се налази на NGC листи објеката дубоког неба.
Деклинација објекта је - 17° 4' 47" а ректасцензија 1h 54m 57,2s. Привидна величина (магнитуда) објекта NGC 734 износи 15,9 а фотографска магнитуда 16,8.